# PAS-1
O PAS-1 (também conhecido por PanAmSat 1 e antigamente como ASC-3) foi um satélite de comunicação geoestacionário estadunidense que foi construído pela RCA Astro, ele era de propriedade da PanAmSat, empresa que foi adquirida pela Intelsat. O satélite foi baseado na plataforma AS-3000 e sua expectativa de vida útil era de 10 anos.

## História
O PAS-1 foi originalmente construído para a Contel como ASC-3, mas foi comprado pela PanAmSat antes de ser lançamento.

## Lançamento
O satélite foi lançado ao espaço no dia 15 de junho de 1988, às 06:46 UTC, abordo de um foguete Ariane-44LP H10 lançado a partir do Centro Espacial de Kourou, na Guiana Francesa, juntamente com os satélites Meteosat 3 e AMSAT P3C. Ele tinha uma massa de lançamento de 1.220 kg.

## Capacidade
O PAS-1 era equipado com 12 transponders em banda C e 6 em banda Ku.